# Joannes Leizarraga
Joannes Leizarraga   (Beskoitze, 1506 - Bastida, 1601) fou un escriptor basc d'Iparralde. En 1560 es va convertir al protestantisme (igual que la reina de Navarra, Joana d'Albret) i es va posar a les ordres del Sínode de Pau que li va encarregar, per a ajudar en la difusió de la reforma entre la població, la traducció de la Bíblia a l'euskera. L'edició tenia tres llibres: 
- Iesus Christ Gure Iaunaren Testamentu Berria (El Nou Testament)
- Kalendrera, calendari de festivitats religioses
- ABC edo Kristinoen instrukzionea, lliçons rudimentàries per a aprendre a llegir i la doctrina.

Les tres obres van ser publicades en 1571 en La Rochelle, fortalesa dels hugonots, i al costat de la Bíblia va incloure alguns escrits sobre la vida diària del cristià. Els crítics destaquen d'ell el mèrit del traductor, ja que se suposa que la llengua en la qual va escriure tenia una escassa tradició escrita, almenys en prosa. Es va exigir a si mateix ser ho més fidel possible al text original. L'haver de traduir oracions subordinades li va dur a imitar la sintáxis de les llengües romàniques. Els investigadors aprecien les normes ortogràfiques aplicades gairebé sense excepció en tota l'obra i són molts els exemples que demostren el mètode de traducció sistemàtic i meticulós que hagué d'utilitzar. Això fa pensar que Leizarraga, ajudat per un equip de col·laboradors, va crear pràcticament del no-res una versió estandarditzada de l'idioma, per a poder així traduir els textos religiosos tal com exigirien les idees reformistes.
Es nota que va escriure per a bascoparlants d'Iparralde i no està prou clar quin dialecte hi va emprar, ja que va prendre manlleus del labortà, del baix navarrès i del suletí. Potser la seva intenció era crear una koiné per a arribar al màxim de públic possible Alguns autors han arribat a pensar que ell mateix parlava aquesta barreja de diferents dialectes, és per això pel que s'han presentat les següents teories: 
- Lafitte s'até al que l'autor mateix diu en el pròleg, és a dir, que va utilitzar el seu euskera natal, és a dir el labortà de Lapurdi[3]
- Segons el príncep Louis Lucien Bonaparte els tres dialectes del País Basc del Nord van estar en una època units, i Leizarraga hauria escrit quan àdhuc això era així. Aquesta teoria compta amb un seriós obstacle, car tot just un segle després s'escriuria en labortà, baix navarrès i suletí[4]
- Mathieu René Lafon afirma que en aquella època molts baix navarresos i suletins viatjaven al poble de Leizarraga, Beiskoitze. A més, els pares i avis de l'escriptor eren de la Baixa Navarra i els ajudants que li va assignar la reina de Navarra eren suletins. Així s'explicaria que les tres formes estiguin presents en els seus textos.

Cal tenir en compte que la costa de Lapurdi en aquella època era de gran importància econòmica a nivell europeu, i encara que no estava integrada dintre de les fronteres del Regne de Navarra, Leizarraga va utilitzar com base la flexió verbal d'aquesta regió. A causa de l'ús culte del llenguatge que exigiria una traducció d'aquesta mena i a la fidelitat meticulosa que s'havia d'exigir al text original, va haver de prendre molts préstecs del llatí en detriment de paraules d'origen basc. Per exemple, va traduir pescador d'homes per giza pescadore, en comptes del castís giza arrantzale. D'una banda és innovador en l'ús de lèxic cult, però per altre molt arcaïtzant en la morfologia i la fonètica. Igual que en el cas de Joan Perez de Lazarraga es poden trobar rastres lingüístics anteriors al segle xvi.